# Chris Thomas King

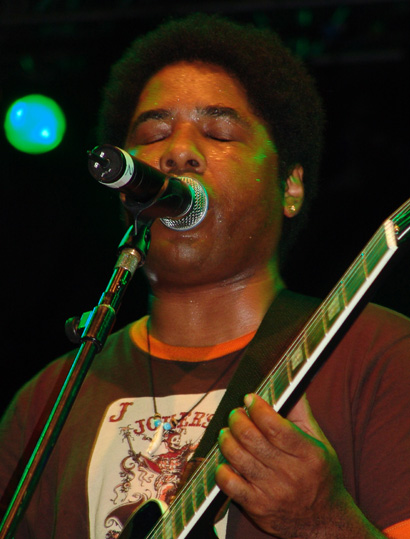
Chris Thomas King (2005)

Chris Thomas King (* 14. Oktober 1962 in Baton Rouge, Louisiana als Durwood Christopher Thomas) ist ein US-amerikanischer Blues-Musiker und Schauspieler.

## Leben und Karriere
Durch seinen Vater, den bekannten Bluessänger Tabby Thomas, kam Chris Thomas King bereits früh zur Musik. Er versuchte die in seinem Umfeld bestehende traditionelle Bluesmusik auch für jüngere Menschen mehr zugänglich zu machen und vermischte sie mit Elementen des Hip-Hop, was ihm den Ruf eines progressiven Erneuerers der Bluesmusik einbrachte. King gilt mit über 10 Millionen verkauften Alben als einer der bekanntesten Blueskünstler seiner Generation. Neben den USA, wo er in der Carnegie Hall und dem Apollo Theater auftrat, tourte er bereits in Europa, Afrika und Asien.
Chris Thomas King machte sein Filmdebüt im Jahr 2000 mit der Darstellung des Musikers Tommy Johnson in dem Coen-Brüder-Film O Brother, Where Art Thou? – Eine Mississippi-Odyssee. Das Album des Films, an dessen Musik er beteiligt war, gewann 2002 den Grammy Award als Album of the Year. Anschließend unternahm er weitere gelegentliche Ausflüge ins Filmgeschäft, so hatte King einen wichtigen Part in Wim Wenders’ Dokumentarfilm The Soul of Man (2003) und war als Lowell Fulson in der oscarprämierten Filmbiografie Ray (2004) an der Seite von Jamie Foxx zu sehen.
King ist verheiratet mit Mariann Rodgers King, das Paar hat drei Kinder.

## Diskografie
- Blue Beat (1984) als Chris Thomas
- The Beginning (1986) als Chris Thomas
- Cry of the Prophets (1990) als Chris Thomas
- Help Us, Somebody (Single) (1993) als Chris Thomas (also on Just Say Da compilation)
- Where The Pyramid Meets The Eye: A Tribute to Roky Erickson (1990) (King und sein Vater mit Postures (Leave Your Body Behind) vertreten)
- Simple (1993) als Chris Thomas
- 21st Century Blues... From Da Hood (1994) als Chris Thomas
- Chris Thomas King (1997)
- Red Mud (1998)
- Whole Lotta Blues: The Songs of Led Zeppelin (1999)
- Me, My Guitar and The Blues (2000)
- O Brother, Where Art Thou? (Soundtrack zum Film, 2000)
- Down From The Mountain (2001)
- The Legend of Tommy Johnson, Act 1: Genesis 1900's-1990's (2001)
- It's a Cold Ass World: The Beginning (2001)
- Dirty South Hip-Hop Blues (2002)
- A Young Man's Blues (2002)
- The Roots (2003)
- Along the Blues Highway (2003)
- Johnny's Blues: A Tribute To Johnny Cash (2003) (King mit Rock Island Line vertreten)
- Why My Guitar Screams & Moans (2004)
- Ray (Soundtrack zum Film, 2004)
- Rise (2006)
- Live on Beale Street (2008)
- Antebellum Postcards (2011)
- Bona Fide (2012)
- Hotel Voodoo (2017)
- Angola (2020)

## Filmografie
- 2000: O Brother, Where Art Thou? – Eine Mississippi-Odyssee (O Brother, Where Art Thou?)
- 2003: The Soul of a Man (Dokumentarfilm)
- 2004: Ray
- 2008: Kill Switch
- 2010: Die Ideen-Meister (Imagination Movers; Fernsehserie, 1 Folge)
- 2011: Treme (Fernsehserie, 1 Folge)
- 2012: Black Cab Sessions USA (Fernsehserie, 1 Folge)
- 2016: Deckname Quarry (Quarry; Fernsehserie, 1 Folge)